# Ctenucha aymara
Ctenucha aymara är en fjärilsart som beskrevs av William Schaus 1892. Ctenucha aymara ingår i släktet Ctenucha och familjen björnspinnare. Inga underarter finns listade i Catalogue of Life.